# Les Deux-Rives
Les Deux-Rives ist eine französische Gemeinde mit 842 Einwohnern (Stand: 1. Januar 2022) im Département Puy-de-Dôme in der Region Auvergne-Rhône-Alpes (vor 2016 Auvergne). Sie gehört zum Arrondissement Issoire und ist Mitglied im Gemeindeverband Agglo Pays d’Issoire.
Sie entstand mit Wirkung vom 1. Januar 2025 als Commune nouvelle durch Zusammenlegung der bis dahin selbstständigen Gemeinden Chidrac und Saint-Cirgues-sur-Couze, die fortan den Status als Communes déléguées besitzen. Der Verwaltungssitz befindet sich in Chidrac.

## Gemeindegliederung
| Commune déléguée          | Ehemaliger INSEE-Code | PLZ   | Fläche (km²) | Einwohnerzahl (2022) |
| ------------------------- | --------------------- | ----- | ------------ | -------------------- |
| Chidrac (Verwaltungssitz) | 63109                 | 63320 | 3,57         | 494                  |
| Saint-Cirgues-sur-Couze   | 63330                 | 63320 | 1,54         | 348                  |

## Geografie
Les Deux-Rives liegt etwa 28 Kilometer südsüdöstlich von Clermont-Ferrand in der Région naturelle der Limagne. Die Gemeinde liegt im Einzugsgebiet der Loire an der Couze Pavin, die sie von West nach Ost durchströmt. Die Zentren der beiden Ortsteile liegen gegenüber am Ufer der Couze Pavin. Das Bodenrelief erhebt sich vom Flusstal nach Norden hin zu einer hügeligen Landschaft mit Höhen über 640 m an der Grenze zur Gemeinde Champeix, nach Süden hin stetig bis zu Höhen über 630 m im äußersten Südwesten an. Das Zentrum im Ortsteil Chidrac liegt etwa erhöht zur Couze Pavin auf etwa 470 m, die niedrigste Erhebung des Orts wird im Osten beim Austritt der Couze Pavin aus dem Gemeindegebiet gemessen.
Teile des Gebiets von Les Deux-Rives gehören zum Natura-2000-Schutzgebiet „Pays des Couzes“ (FR8312011) und zu den ZNIEFF-Naturzonen „Coteaux de Limagne occidentale“ (830007460), „Environs de Chidrac“ (830020493) und „Pays coupés“ (830020589).
Umgeben wird Les Deux-Rives von den sechs Nachbargemeinden:
| Champeix      |                                             | Neschers |
| Saint-Vincent | Kompassrose, die auf Nachbargemeinden zeigt | Pardines |
|               | Tourzel-Ronzières                           | Meilhaud |

## Sehenswürdigkeiten
| Name                  | Ort                     | Bemerkungen                                             | Bild |
| --------------------- | ----------------------- | ------------------------------------------------------- | ---- |
| Kirche Saint-Martin   | Chidrac                 |                                                         |      |
| Schloss Saint-Cirgues | Saint-Cirgues-sur-Couze | 16. Jahrhundert, als Monument historique eingeschrieben |      |
| Monumentalkreuz       | Saint-Cirgues-sur-Couze | 16. Jahrhundert, als Monument historique klassifiziert  |      |

## Bildung
Die Gemeinde verfügt über
- eine Vor- und Grundschule (École primaire) im Ortsteil Saint-Cirgues-sur-Couze und
- eine Grundschule (École élémentaire) im Ortsteil Chidrac.[3]

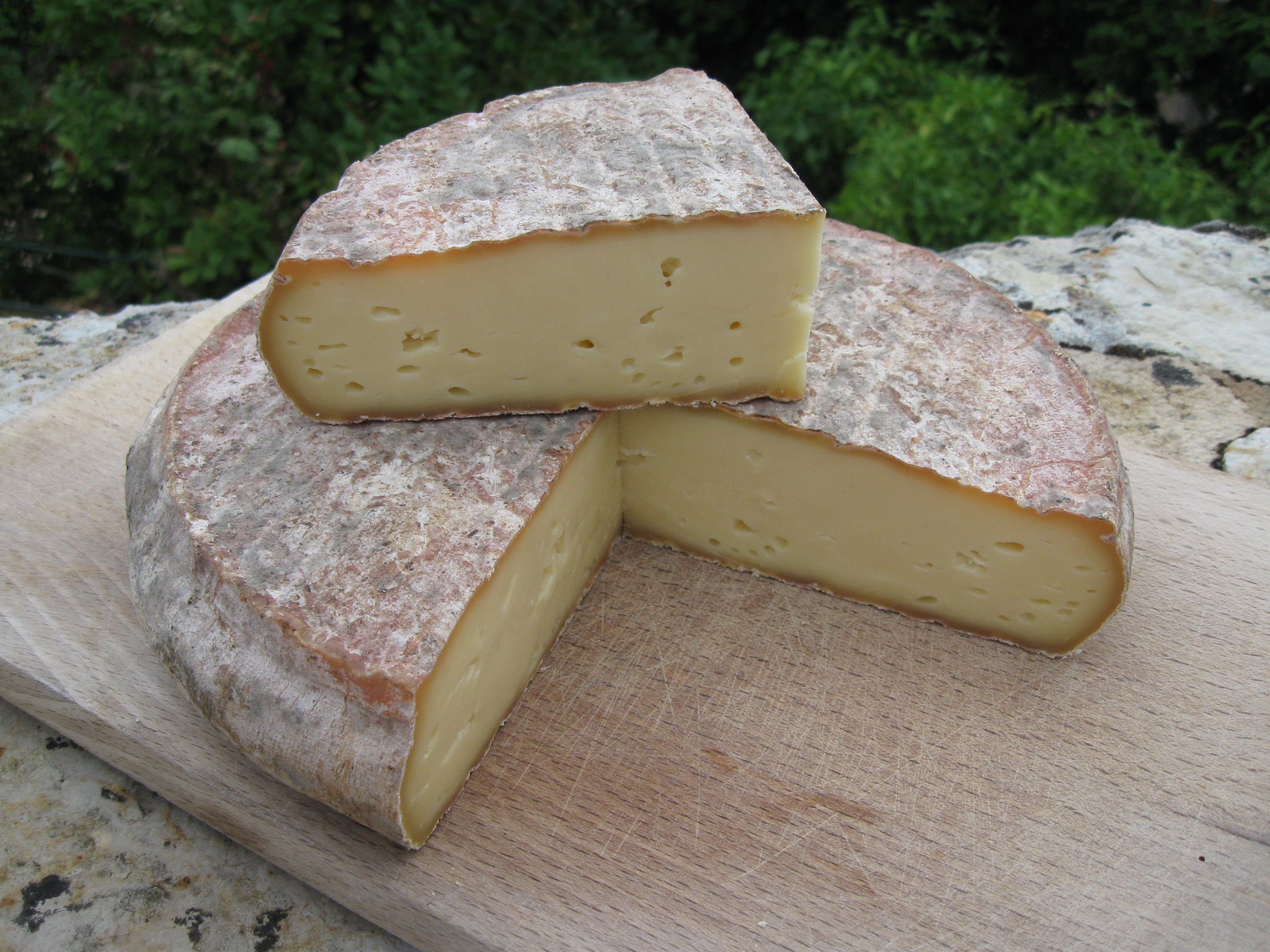
Saint-Nectaire

## Wirtschaft
Les Deux-Rives liegt in der Zone AOC des Saint-Nectaire. Er ist ein gepresster und ungekochter Kuhmilchkäse. Die Rinde ist blumig und weist weißen, gelben oder roten Schimmel auf. Die Käsemasse hat eine hellcremefarbene bis hellgelbe Farbe, ist gleichmäßig und weist einige gleichmäßig verteilte Löcher auf. Der Trockenextrakt beträgt mindestens 52 % und der Fett-/Trockengehalt beträgt mindestens 45 %. Saint-Nectaire-Käse werden mit grünen Kaseinmarkierungen gekennzeichnet, die beim Pressen angebracht werden. Ihre Form ist oval für bäuerliche Produktion und quadratisch für Produktion in Molkereien.

## Verkehr
Les Deux-Rives liegt abseits größerer Verkehrsachsen. Die Departementsstraße D 26, nachgeordnete Departementsstraßen und lokale Landstraßen verbinden die Gemeinde mit den Nachbargemeinden.
Ein Anruflinienbus der Region Auvergne-Rhône-Alpes verbindet die Gemeinde mit Besse-et-Saint-Anastaise und Issoire.